# 焦家良
焦家良（1964年—），汉族，中华人民共和国政治人物、第十一届全国政协委员。
加入中国共产党，担任云南省工商联副主席、云南盘龙云海药业集团公司董事长。2008年，当选第十一届全国政协委员，代表农业界，分入第三十八组。